# Светозар Радишић
Светозар Радишић (Лесковац, 20. јун 1949) је бивши портпарол Војске Југославије. Пуковник у пензији, доктор наука из области теорије ратовања, стручњак и експерт за војне стратегије и доктрине, посебно за неоружане облике агресије.
На основу оцена експерата из области теорије ратовања и методологије ратне вештине у теорију ратне вештине унео је нову класификацију ратова, научно објашњење ратова у ванфизичкој и ванвојној сфери (неоружани облици агресије), дефиниције савршених и тоталних ратова, научно објашњење неокортикалног рата и сведимензионе одбране, организационе моделе (симулације) за усавршавање борбене готовости, научно објашњење у вези са применом електромагнетног и вибраторног оружја и заштите од тих врста оружја, предвиђања ратова будућности у којима ће нестати простор као фактор рата.

## Школовање
Отац Ђорђе Радишић (1924– 2013) рођен у селу Липа (Бихаћ) а мајка Латинка Радишић, девојачко презиме Тесла, рођена је 1927. у селу Клишевић, у Лици.
Радишић је основну школу похађао у Брежицама, Белој Цркви и Вршцу a гимназију у Вршцу завршио је 1968. године. Војну академију противваздушне одбране завршио је у Задру 1972. године а комадно-штабну академију копнене војске ЈНА 1983. године. Последипломске студије и докторат о теми "Управљање системом за изградњу борбене готовости" завршио је 1994. године и Центру војних школа Војске Југославије у Београду.

## Дужности
Највиша дужност у војсци била му је портпарол Војске Југославије. Обављао је високе функције при Гардијској моторизованој бригади, у Кабинету ССНО, затим у управи за обуку и школство, управи за информисање и морал Генералштаба Војске Југославије и управи за стратегијске студије Савезног министарства одбране. Био је више година главни и одговорни уредник општевојног теоријског часописа Војно дело. У пензију је отишао са дужности помоћника за стратегије и доктрине у Кабинету начелника Генералштаба Војске Србије и Црне Горе. Предавао је у школи националне одбране, на последипломским студијама (смер-ратна вештина) у Центру војних вештина Војске Србије и на Факултету безбедности Универзитета у Београду, а сарадник је Факултета за борбену уметност у Пожаревцу. Предавао је по позиву на бројним факултетима.

## Радови
Објавио је више од 830 новинских геополитичких анализа, десетину фељтона и више десетина научних, прегледних и стручних написа у часописима, зборницима радова и прилозима књига. Имао је више од 954 јавна наступа на трибинама, форумима, промоцијама, предавањима, у радио и телевизијским емисијама. У оквиру јавних наступа био је гост у 153 радио и 599 ТВ емисија (инсерти из ТВ наступа су све бројнији на www.youtube.com). У штампи је објављено више од 815 написа, а на интернету је представљено више од 1330 прилога о његовој личности, истраживањима и научним ставовима.

## Занимљивости
На листи је експерата за стратегије и доктрине, сведимензиону одбрану, "психолошки рат", "нови светски поредак", "неоружане облике агресије" и борбену готовост. Поред научно истраживачког рада бави се књижевношћу и публицистиком. Његови радови превођени су на немачки, руски, француски, италијански, енглески, бугарски и јерменски језик, а осим на просторима Југославије објављивани су у Немачкој, Бугарској, Шведској, Аустралији и Јерменији. Добитник је десетак домаћих и иностраних награда за литерарне, публицистичке и стручне радове и више одликовања. Ожењен је, отац двоје деце. Живи у Београду.

## Дела
- Неокортикални рат ("Војна књига", Београд, 1999)
- Неокортикални рат 2 ("Војна књига", Београд, 2001)
- Сатана се више не крије - Неокортикални рат против будућности ("Евро", Београд, 2002)
- Скривено мисаоно оружје ("Мирослав", Београд, 2003)
- Рат свих против свих ("Мирослав", Београд, 2004)
- Магија у неокортикалном рату ("Мирослав", Београд, 2005)
- Док мислим стварају космос ("Пан-Пласт", Београд, 2006)
- Нестанак великог брата ("Пан-Пласт", Београд, 2007)
- ... Или нас неће бити ("Пан-Пласт", Београд, 2008)
- Гушење истине ("Пан-Пласт", Београд, 2009)
- Космички додир ("Пан-Пласт", Београд, 2010)
- Како мислити-исцељивање информацијама ("Пан-Пласт", Београд, 2011)
- Освајање слободе-ратови будућности (С. З. Г. Р. Јоксимовић, Београд 2012)
- Магичност мисли ("Пан-Пласт", Београд, 2012)
- Мисаони изазови ("Пан-Пласт", Београд, 2013)[4]
- Док мисли стварају космос2 („Пан-Пласт“, Београд, 2014)
- Неоружани облици агресије („Пан-Пласт“, Београд, 2015)
- Мислим – исцељивање информацијама (друго, допуњено издање књиге Како мислити – исцељивање информацијама – „Пан-Пласт“, Београд, 2015)
- While Thoughts create the Cosmos, дигитална књига, („New Look “, Београд, 2016)
- Како излечити Запад („Пан-Пласт“, Београд, 2016)
- Нестанак великог брата („Пан-Пласт”, Београд, 2017)
- Освешћење („Пан-Пласт”, Београд, 2017)
- Одсјај србске апокалипсе („Пан-Пласт”, Београд, 2018)
- Ратове није могуће добити („Пан-Пласт", Београд, 2019)
- Утицаји на људски мозак („Пан-Пласт", Београд, 2020)
- Магичност мисли – треће издање („Пан-Пласт", Београд, 2020)
- Мислим – исцељивање информацијама (треће, допуњено издање – „Пан-Пласт", Београд, 2020)
- Умни СвеМир („Пан-Пласт", Београд, 2021)
- Срби осуђени на победу - Космички закони („Пан-Пласт", Београд, 2022)
- Десет кодова душе - Смисао живота („Пан-Пласт", Београд, 2023)
- Почећу да мислим - у сусрет освешћењу („Пан-Пласт", Београд, 2024)